# M1 Grand Prix
M1 Grand Prix eller Grand Prix Aalborg er et cykelløb, som blev kørt d. 5. september 2009 i Aalborg i forbindelse med eventen Aalborg i Rødt. Løbet havde 26 ryttere til start.

## Resultatliste
|    | Navn                       | Land    | Hold                     | Tid     |
| -- | -------------------------- | ------- | ------------------------ | ------- |
| 1  | Alex Rasmussen             | Danmark | Team Saxo Bank           | 1:14.21 |
| 2  | Jesper Odgaard Nielsen     | Danmark | Team Stenca Trading      | + 0.00  |
| 3  | Kasper Klostergaard        | Danmark | Team Saxo Bank           | + 0.29  |
| 4  | Morten Larsen              | Danmark | Team Stenca Trading      | + 0.51  |
| 5  | Frederik Just Jernov       | Danmark | Glud & Marstrand Horsens | + 1.23  |
| 6  | Frank Høj                  | Danmark | Team Saxo Bank           | +1.23   |
| 7  | Morten Mikkelsen           | Danmark | Team Stenca Trading      | +1.24   |
| 8  | Martin Lind                | Danmark | Aalborg Cykle-Ring       | + 2.55  |
| 9  | Martin Mortensen           | Danmark | Vacansoleil              | + 2.56  |
| 10 | Ulrik Binderup Christensen | Danmark | Aalborg Cykle-Ring       | + 3.18  |